# Progress Cycle

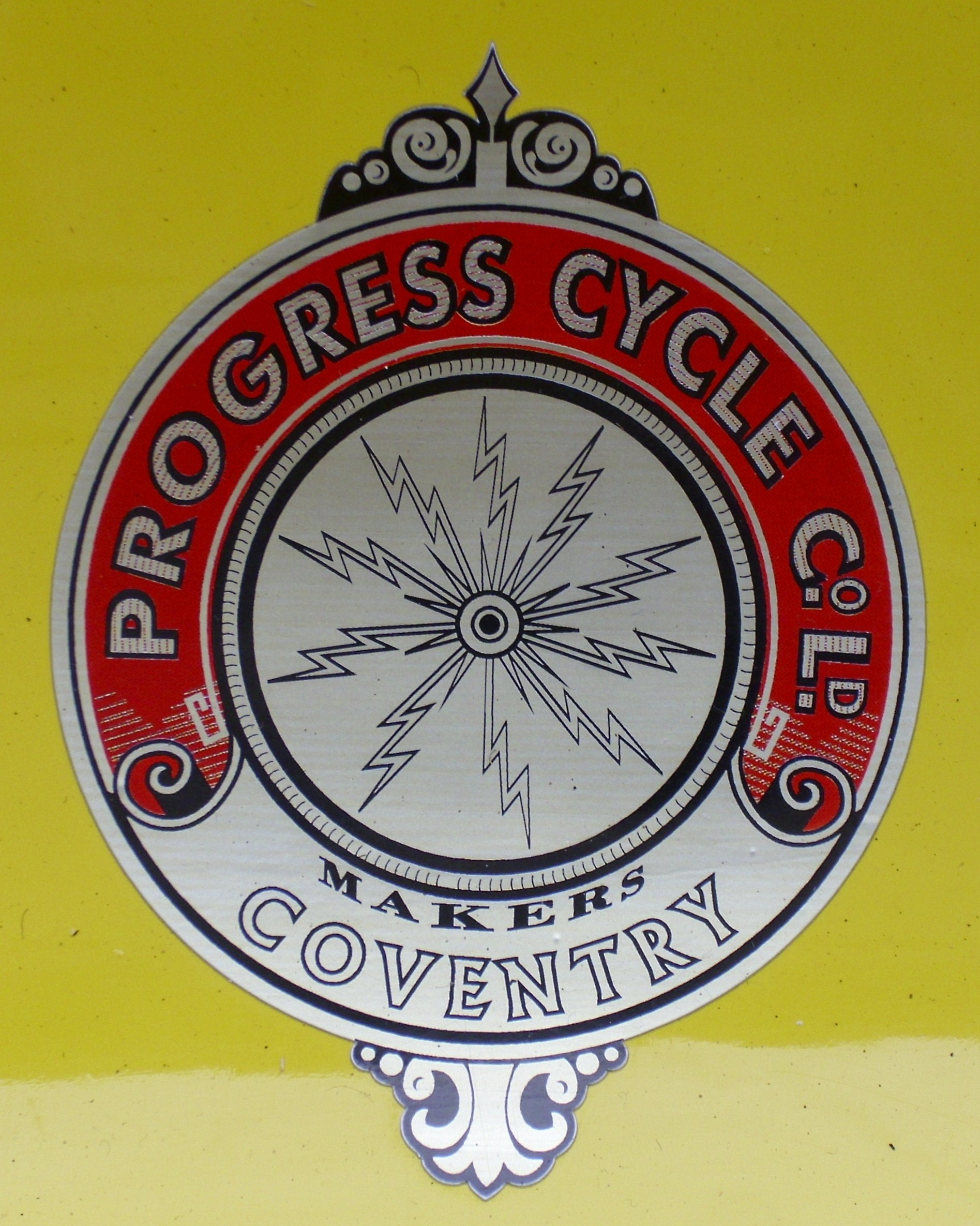
Emblem

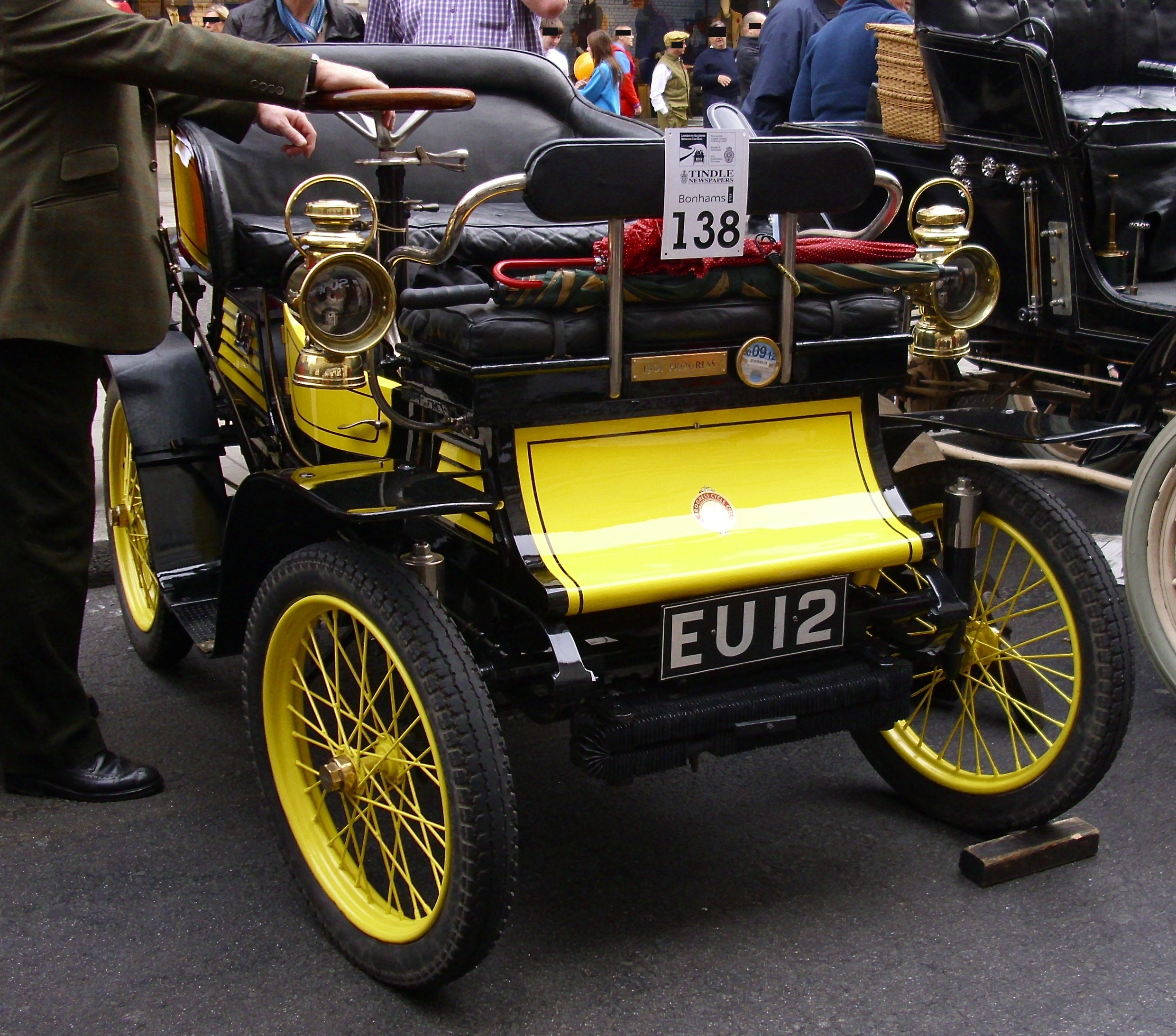
Progress von 1901

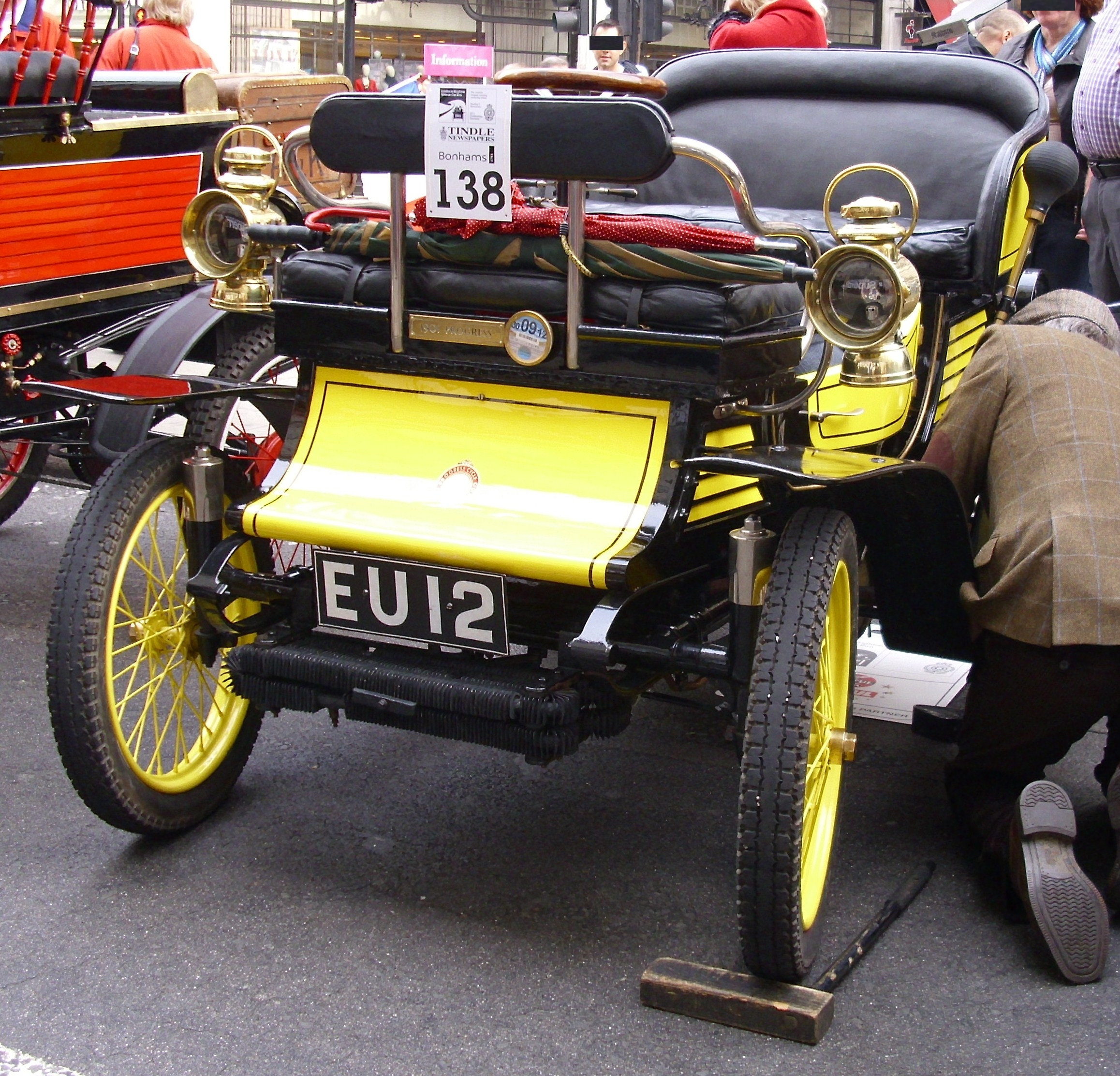
Progress von 1901

Progress war ein britischer Hersteller von Fahrrädern und Automobilen.

## Unternehmensgeschichte
Das Unternehmen Progress Cycle Co Limited aus Coventry begann 1898 mit der Produktion von Automobilen.
1903 ging das Unternehmen in Liquidation und wurde von West Limited übernommen.

## Fahrzeuge
Bei den ersten Modelle 3 ½ HP mit Motor von De Dion-Bouton und 4 ½ HP mit Motor von Aster war der Motor im Heck montiert. Es gab die Karosserieformen Zweisitzer und viersitzige Vis-à-Vis. Ab 1902 wurden die Motoren vorne im Fahrzeug montiert. Außerdem gab es das Modell 8 HP mit einem Zweizylindermotor von der Daimler Motor Company.
Ein Fahrzeug dieser Marke nimmt gelegentlich am London to Brighton Veteran Car Run teil.